# Charmois-devant-Bruyères
Charmois-devant-Bruyères is een gemeente in het Franse departement Vosges (regio Grand Est) en telt 399 inwoners (2005). De plaats maakt deel uit van het arrondissement Épinal.

## Geografie
De oppervlakte van Charmois-devant-Bruyères bedraagt 6,7 km², de bevolkingsdichtheid is 59,6 inwoners per km².
De onderstaande kaart toont de ligging van Charmois-devant-Bruyères met de belangrijkste infrastructuur en aangrenzende gemeenten.

## Demografie
Onderstaande figuur toont het verloop van het inwonertal (bron: INSEE-tellingen).